# Cuore di madre
Cuore di madre (Сердце матери) è un film del 1965 diretto da Mark Semënovič Donskoj.